# حمد علي حسن
الدكتور حمد علي حسن (1969 في بعلبك، لبنان -) أستاذ جامعي، طبيب وسياسي لبناني، شغل منصب وزير الصحة في الحكومة اللبنانية في 21 يناير 2020، وفي 10 أغسطس 2020، استقالت الحكومة، وتولى تصريف الأعمال لحين تشكيل حكومة نجيب ميقاتي في 10 سبتمبر 2021.

## النشأة والدراسة
ولد حمد حسن في بعلبك، وفيها نشأ وترعرع. أنهى دراسته الثانوية في ثانوية خليل مطران في 1988، وحصل في 1994 ماجستير في الصيدلة ثم دبلوم في 1998 من أكاديمية موسكو الطبية. نال شهادة الدكتوراه في العلوم البيولوجية الجزيئية من معهد الأبحاث البيولوجية والبيئية في موسكو عام 1998. حسن متزوج من الدكتورة ريم سليمان.

## الحياة العملية
ترأس حمد حسن قسم المختبرات الطبية في مستشفى الميس شتورة ولجنة العدوى والتصنيف عام 2000. وهو أستاذ جامعي في الجامعة اللبنانية منذ 2004. في بعلبك، عيّن كالمدير الطبي الإستشاري لمركز العناية الطبية، أنتخب كرئيس بلدية بعلبك في 2013 ثم رئيس اتحاد بلديات بعلبك في 2019. وعلى مدار 19 سنة شغل عدّة مواقع عملية وإداريّة، وشارك في تصميم شبكات خاصة لعدّة شركات في مجالات الإنترنت والخليوي والمصارف. في 2018، عيّن كنائب للرئيس الإقليمي لمنطقة الشرق الأوسط وشمال افريقيا. وقد تولّى وزارة الصحة خلفًا للوزير جميل جبق.

## وزارة الصحة
اُختير حمد حسن وزيرًا للصحة العامة في الحكومة اللبنانية السادسة والسبعون، بترشيح من حزب الله. وهو في المنصب منذ 21 كانون الثاني 2020.
وهو عضوًا في مجلس بلدية بعلبك منذ عام 2010، ورئيس بلدية بعلبك (2013-2016)، ورئيس اتحاد بلديات بعلبك عام 2019.

## استقالة الحكومة
في 10 أغسطس 2020، أعلن حسن دياب استقالة حكومته على خلفية انفجار مرفأ بيروت الذي وقع في 4 أغسطس 2020، على أن تقوم الحكومة بتصريف الأعمال لحين تشكيل حكومة جديدة.